# San Antonio de las Nueces
San Antonio de las Nueces är en ort i Mexiko.   Den ligger i kommunen Pinos och delstaten Zacatecas, i den centrala delen av landet, 400 km nordväst om huvudstaden Mexico City. San Antonio de las Nueces ligger 2 166 meter över havet och antalet invånare är 119.
Terrängen runt San Antonio de las Nueces är platt åt nordost, men åt sydväst är den kuperad. Runt San Antonio de las Nueces är det ganska glesbefolkat, med 21 invånare per kvadratkilometer. Närmaste större samhälle är Salinas de Hidalgo, 17,5 km nordväst om San Antonio de las Nueces. Omgivningarna runt San Antonio de las Nueces är i huvudsak ett öppet busklandskap.